# Dominik Behr
Dominik Behr (* 4. März 1981 in Würzburg) ist ein ehemaliger deutscher Florettfechter. Er ist mehrfacher deutscher Meister, zweifacher Europameister und gewann sieben Medaillen bei Weltmeisterschaften.

## Leben
Dominik Behr wurde 1981 in Würzburg als Sohn von Matthias Behr geboren. Behr focht für den FC Tauberbischofsheim. Nach einem schweren Autounfall 1998 musste Behr ein Jahr pausieren. Die Ärzte zweifelten sogar daran, ob er je wieder Leistungssport betreiben könne. Seit Abschluss seines Betriebswirtschaftslehrestudiums im Jahre 2007 arbeitet er als Sportdirektor des Fecht-Clubs Würth Künzelsau. 2011 beendete er seine aktive Laufbahn und arbeitet seitdem neben seiner Trainer- und Managertätigkeit beim FC Würth Künzelsau auch bei der Firma Adolf Würth GmbH & Co. KG. 2013 heiratete Behr.

## Erfolge
In seiner Jugend gewann er bei den Juniorenweltmeisterschaften 1998 und 2001 in Danzig bzw. Valencia (Venezuela) jeweils Gold mit der Mannschaft.
Ebenfalls mit der Mannschaft konnte er bei den Europameisterschaften 2001 in Koblenz und 2007 in Gent die Goldmedaille, 2009 in Leipzig die Bronzemedaille gewinnen.
Bei den Weltmeisterschaften 2003 in Havanna und 2005 in Leipzig holte er mit der Mannschaft die Bronzemedaille. Den Vizemeistertitel sicherte er sich mit der Mannschaft bei den Weltmeisterschaften 2006 in Turin, 2007 in St. Petersburg, 2008 in Peking und 2009 in Antalya.

### Einzelerfolge
1998
- Silber: Kadettenweltmeisterschaften in Valencia (Venezuela)

2001
- 14. Platz: Europameisterschaften in Koblenz

2003
- 11. Platz: Weltmeisterschaften in Havanna

2005
- 13. Platz: Weltmeisterschaften in Leipzig

2007
- Bronze: Deutsche Meisterschaften
- 18. Platz: Europameisterschaften in Gent

2008
- Bronze: Deutsche Meisterschaften

2009
- Bronze: Deutsche Meisterschaften

2011
- Bronze: Deutsche Meisterschaften

### Mannschaftserfolge
1998
- Gold: Juniorenweltmeisterschaften in Valencia (Venezuela)

2000
- Bronze: Juniorenweltmeisterschaften in South Bend (Indiana)

2001
- Gold: Europameisterschaften in Koblenz mit Ralf Bißdorf
- Gold: Juniorenweltmeisterschaften in Danzig mit Benjamin Weinkauf

2003
- Bronze: Weltmeisterschaften in Havanna mit Ralf Bißdorf, Peter Joppich und André Weßels

2005
- Bronze: Weltmeisterschaften in Leipzig mit Ralf Bißdorf, Peter Joppich und Benjamin Kleibrink

2006
- Gold: Deutsche Meisterschaften
- Silber: Weltmeisterschaften in Turin mit Richard Breutner, Peter Joppich und Benjamin Kleibrink

2007
- Gold: Europameisterschaften in Gent mit Peter Joppich, Benjamin Kleibrink und Christian Schlechtweg
- Gold: Deutsche Meisterschaften mit Boris Zorc, Sebastian Bachmann, Lars Schache
- Silber: Weltmeisterschaften in St. Petersburg mit Peter Joppich, Benjamin Kleibrink und Christian Schlechtweg

2008
- Gold: Deutsche Meisterschaften mit Sebastian Bachmann, Johann Gustinelli, Boris Zorc
- Silber: Weltmeisterschaften in Peking mit Richard Breutner, Peter Joppich und Benjamin Kleibrink

2009
- Silber: Weltmeisterschaft in Antalya mit Sebastian Bachmann, Peter Joppich und Benjamin Kleibrink
- Bronze: Europameisterschaft in Plowdiw mit Sebastian Bachmann, Peter Joppich und Benjamin Kleibrink

2011
- Gold: Deutsche Meisterschaften mit Benjamin Kleibrink, Johann Gustinelli, Lucas Lehmann